# Claude-Robert Roland
Pour les articles homonymes, voir Roland (homonymie).
Claude-Robert Roland (aussi appelé Claude Roland) est un musicien belge, organiste, chef d'orchestre, compositeur et pédagogue, né à Pont-de-Loup (Province de Hainaut en Belgique) le 19 décembre 1935 et décédé à Bruxelles le 8 mars 2018. 

## Biographie
C'est à l'Académie de Châtelet, près de Charleroi, que Claude-Robert Roland entame ses études musicales (piano et violon). En 1948, il découvre l'orgue auprès de Maurice Guillaume, organiste de l'église Saints-Pierre-et-Paul (à Châtelet). De cette époque datent ses premiers essais de composition. 
En 1952, il entame ses études au Conservatoire Royal de Liège – où il rencontre Pierre Froidebise (lequel lui communiquera son intérêt pour la musique ancienne) –, pour les poursuivre aux Conservatoires Royaux de Bruxelles et Mons, et au Conservatoire National Supérieur de Musique de Paris. Il obtiendra de nombreuses récompenses : Prix d'Harmonie (classe d'Étienne Mawet), Contrepoint (classe de Camille Schmit), Fugue, Histoire de la Musique (classe de René Bernier), Direction d'orchestre (classe de René Defossez), orgue (classe de Jeanne Demessieux). À Paris, il remporte un Prix d'Analyse Musicale dans la classe d'Olivier Messiaen, se perfectionne au piano avec Marie-Madeleine Petit et fréquente Antoine Geoffroy-Dechaume (spécialiste de la musique ancienne). 
Au cours des années 1950-1960, Claude-Robert Roland fréquente les cours d'été de l'Internationale Ferienkurse für Neue Musik à Darmstadt (RFA) où il reçoit les conseils de personnalités comme Pierre Boulez, György Ligeti et Bruno Maderna.        
Compositeur autodidacte (ainsi se définit-il en dépit de ses études d'écriture), Claude-Robert Roland reçoit, en 1955, le Prix des Jeunesses Musicales de Belgique pour sa Sonance I, pour piano, œuvre créée l'année suivante au Palais des Beaux-Arts de Bruxelles. Ce succès lui vaut d'être invité chez Hermann Scherchen à Gravesano (Tessin), où il a l'occasion de travailler avec Luigi Nono et Herbert Eimert.        
Au plan professionnel, Claude-Robert Roland sera successivement organiste de l'église Notre-Dame à Wasmes puis de la basilique Saint-Christophe à Charleroi (1963-1967). De 1966 à 1975, il occupe le poste de directeur de l'Académie de Montigny-le-Tilleul. Enfin, en 1977, il devient professeur au Conservatoire Royal de Bruxelles, établissement dans lequel il enseigne le solfège puis l'harmonie (jusqu'en 2001).                                         
Homme d'initiative, il fonde en 1967 l'Association Musique Vivante qui, entre autres activités, permettra de faire connaître de nombreux jeunes interprètes. En 1974 à Montigny-le-Tilleul, il crée l'orchestre Les Amis de la Musique et, en 1975, la revue Musique vivante.                                         
Toute sa carrière durant, tant comme organiste que chef d'orchestre, il se fixe pour objectif de mettre en valeur les partitions trop peu connues (tant anciennes que modernes). On lui doit de nombreuses créations d'œuvres de Maurice Guillaume, Pierre Froidebise, Simon Lohet, Baudouin Hoyoul, François-Joseph Gossec, mais également de Charles Tournemire et Robert Quatrefages.                                        
En qualité d'expert en facture d'orgue, il dirige la restauration de l'orgue de l'église de la Sainte-Vierge à Silly, instrument sur lequel il enregistre un disque consacré aux vieux maîtres belges.                                        
Enfin, Claude-Robert Roland déploie une activité rédactionnelle, publiant ponctuellement des articles (à caractère musicologique ou organologique) dans la presse générale ou spécialisée. Il aborde également la critique musicale.                                        

## Récompenses
- Prix des Jeunesses Musicales Belges (1955)
- Prix Koopal (1968)
- Prix Doehaerd (1971)

## Approche de l'œuvre musicale
L'œuvre musicale de Claude-Robert Roland est abondante et aborde les genres les plus divers : piano, orgue, musique de chambre, voix, orchestre.                                        
Son langage demeure éclectique, basé, pour une large part, sur un dodécaphonisme assez libre, ouvert aux influences extra-européennes avec l'inclusion de modes rythmiques hindous ou encore à l'usage du pentatonisme japonais. Claude-Robert Roland est également l'auteur de pièces à caractère didactique.                                        

### Extraits du catalogue
(Liste non exhaustive)

#### Piano
- Sonance I (1955)
- Sonance II (1960)
- Préludes (1962)
- Datura 281 (1987)
- Improvisation (1991)

#### Orgue
- Messe basse (1948)
- Quatre pièces (1955)
- Variations sur "Puer nobis nascitur" (1955)
- Prélude du fugue sur BACH (1960)
- Sakura, variations et fugue sur un thème du Japon (1967)
- In memoriam Etienne Mawet (1972)

#### Instruments solistes
- Sonance pour flûte (1962)
- Sonancelle pour guitare (1972)

#### Musique de chambre
- Quatre pièces pour flûte, violon et piano (1953)
- Sonance pour quatuor à cordes (1956)
- Chansons et rêveries pour violon et piano (1962)
- Ballade pour violon et piano (1966)
- Prélude, fugue et commentaires pour quatuor de clarinettes (1967-71)
- Rythmes pour percussions et piano (1979)
- Deux chansons pour trombone et piano (1979-80)
- Faits-divers pour cor et piano (1980-82)
- Thriller pour trompette et piano (1984) - éd, Billaudot
- Ricordanza pour clarinette basse et piano (1989)
- Panathénées pour tuba basse et piano (1995)

#### Orchestre
- Recherche (1956)
- Sinfonia scolastica (1961)
- Sonance I (1962)
- Rossignolet du bois (1971)
- Sérénade pour orchestre de chambre (1961)
- Chants traditionnels de Wallonie pour ensemble instrumental (1968)

#### Œuvres concertantes
- Trois pièces pour violon et orchestre (1954)
- Concerto pour orgue et orchestre de chambre (1963)

#### Musique de scène
- L'étrange trépas de Messire Uylenspiegel (Ghelderode) (1958).
- Conversation sur la grand-route (Tourgueniev) (1966)
- Monsieur de Pourceaugnac (Molière) (1977)

#### Voix
- Cinq chants pour voix de femme et piano (1954)
- Trois chants pour voix d'homme et piano (1960)
- Ballade de Villon pour voix et guitare (1972)
- Chants de mort et de vie pour voix de femme et piano (1980)

#### Musique religieuse
- Petit office pour voix de femme et orgue (1955)
- Messe pour chœur mixte et orgue (1955)
- Messe (texte français) (1958-60)
- Mélodies pour les funérailles (1966)
- Messe œcuménique (1966)
- Polyphonies pour Noël (1966)
- Faux-bourdons pour les 7e et 1er tons (1965)
- Decantus psalmorum pour soprano, chœur et orchestre (1968)

#### Pièces pédagogiques
- Alternés d'harmonie (1977-88)
- Travaux pour l'harmonie (1996-99)
- Lectures solfégiques, dictées.

## Écrits
- Maurice Guillaume : un grand artiste de chez nous, in : revue Musique Vivante, 1975-I.
- Maurice Guillaume compositeur, in : revue L'Organiste, UWO, 15e année, 1983-IV.
- Harawi, d'Olivier Messiaen, in : revue Musique Vivante, 1975-II.
- Charles Tournemire (1870-1939), quelques éditions récentes, in : revue Musique Vivante, 1975-II.
- Robert Quatrefages, compositeur, in : revue Musique Vivante, 1975-III.
- Y a-t-il encore un orgue au Conservatoire de Bruxelles ?, in : revue Organum Novum n°20, 1999.

## Activité éditoriale
- Publication de la revue Musique Vivante, bimestriel d'information culturelle, Charleroi, 1975 (3 numéros parus).

## Interview
- Martine Dumont-Mergeay : La vie mouvementée des orgues (à Bruxelles), interview de Claude-Robert Roland, in : La Libre Belgique, 2003[3].

## Discographie
- Vieilles orgues en Wallonie, Claude Robert-Roland à l'orgue de l'église de la Sainte-Vierge à Silly, œuvres de Baudouin Hoyoul, Simon Lohet, Henri Du Mont, Charles Buston, René Babou, LP Vinyl, Alpha, réf. DB 154 C[2].